# کورکی بلو
کورکی بلو (انگلیسی: Corkie Blow; ۱۶ نوامبر ۱۸۷۷ – ۹ مارس ۱۹۳۸) بازیکن فوتبال اهل بریتانیا بود.
از باشگاه‌هایی که در آن بازی کرده‌است می‌توان به باشگاه فوتبال لینکولن سیتی اشاره کرد.